# Kinderbeveiliging
Kinderbeveiliging is een technische maatregel om te voorkomen dat kleine kinderen zich verwonden of toegang krijgen tot potentieel gevaarlijke situaties, stoffen of toestellen of minder geschikte televisieprogramma's of internetsites.

## Valbeveiligingen
Deze zijn gericht op het voorkomen van verwondingen bij kinderen tijdens normale dagelijkse situaties zoals stootrubbers op puntige hoeken van meubels, rubberen tegels nabij speeltoestellen, traphekje bij trapgat, etc.

## Kindersloten
Deze zijn meer gericht op het voorkomen van gebruik door kinderen. Er zijn twee soorten kindersloten, mechanisch en elektrisch.

### Elektronisch kinderslot
Elektronische kindersloten zitten op televisies, satellietontvangers en digitale ontvangers. Het kinderslot wordt gebruikt om jonge kijkers te beschermen tegen zenders waar zij niet naar zouden moeten kijken op jonge leeftijd zoals pornozenders. Het gaat vaak om een cijfercombinatie. 
Op computers kunnen ook kindersloten zitten, met dezelfde reden als bij televisies.

### Mechanisch kinderslot
Mechanische kindersloten zijn een technische oplossing om te voorkomen dat kinderen in gevaarlijke situaties komen.
Voorbeeld van mechanische kindersloten:
- "Insteek"beveiliging van wandcontactdozen
- Kinderslot op achterdeuren van auto's. Voorkomt dat kinderen de deur openen op een ongewenst moment
- Drukdop op flessen met gevaarlijke stoffen zoals spiritus en lampenolie
- Drukknoppen of pallen op de chemobox of milieubox

Ook zijn er mechanische oplossingen voor het onbedoeld openen van lades en deuren van bijvoorbeeld (keuken)kasten. Meestal bestaan deze uit een metalen of kunststof pal, die de lade of deur slechts enkele centimeters laat openen, welke door volwassenen eenvoudig weggedrukt kan worden.